# Museo storico vaticano

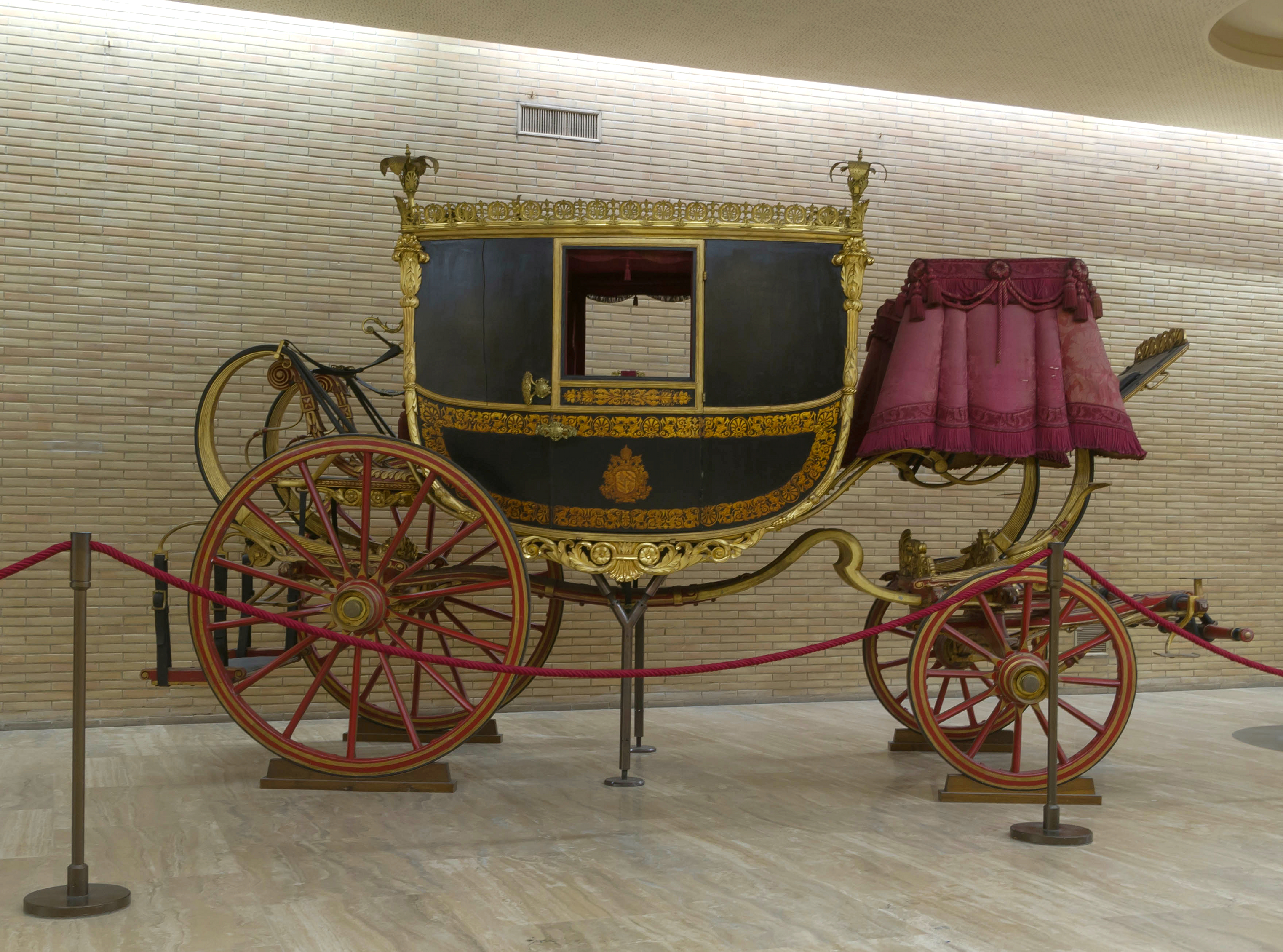
La Berlina papale di Pio IX

Il Museo Storico Vaticano appartiene, in parte, ai Musei Vaticani. 

## Storia
Esso venne fondato nel 1973 per volere di Paolo VI, ed inizialmente era ospitato negli ambienti sotto il Giardino Quadrato; nel 1987 fu trasportato al piano nobile del Palazzo Apostolico del Laterano ed inaugurato nel marzo 1991.

## Descrizione
Oggi il museo dunque si compone di due grandi sezioni:
- il Museo Storico propriamente detto, che è collocato nel Palazzo del Laterano; esso conserva una serie iconografica dei Papi dal XVI secolo ad oggi; i reperti più significativi dei corpi militari pontifici (Guardia Nobile, Guardia Palatina, Gendarmeria), della Cappella e della Famiglia Pontificia, e dei vari cerimoniali papali non più in uso. Il museo occupa alcune sale degli appartamenti pontifici (anch'essi visitabili) in Laterano.
- il Padiglione delle Carrozze, che si trova nei Musei Vaticani, in cui sono conservate le testimonianze che riguardano la mobilità pontificia (le papamobili), ossia selle, portantine, carrozze, automobili, il tutto corredato da dipinti e fotografie.